# 이상호 (아나운서)
이상호(李相昊, 1976년 8월 18일~ )는 대한민국의 아나운서이다.

## 학력
- 성균관대학교 인문학부
- 연세대학교 철학과편입 학사졸업

## 경력
- 2003년 1월 : KBS 29기 공채 아나운서(KBS광주방송총국 지역근무)

## 진행

### TV
- KBS1 《아침마당》 2003년 4월 7일  [명랑발언대] 우리는 새내기 (31기 공채 아나운서 출연)
- KBS2 《생방송 시사투나잇》 2004년 5월 3일 ~ 2006년 6월 8일
- KBS2 《KBS 뉴스 6》 2006년 4월 28일 ~ 2006년 6월 30일
- KBS1 《한국사 전》 2006년 6월 17일 ~ 2007년 10월 27일
- KBS1 《퀴즈 대한민국》 2006년 11월 19일 ~ 2007년 11월 18일
- KBS1 《세상은 넓다》 2007년 12월 5일 ~ 2011년 3월 15일, 2011년 6월 27일 ~ 2011년 11월 18일
- KBS1 평일 《KBS 5시 뉴스》 2011년 10월 10일 ~ 2012년 4월 6일
- KBS1 평일 《KBS 뉴스 (100)》 2012년 4월 9일 ~ 2012년 10월 19일
- KBS1 《KBS 뉴스 4》 2014년 1월 3일 ~ 2015년 4월 3일
- KBS1 《KBS 오늘의 경제》 2015년 4월 6일 ~ 2016년 4월 22일
- KBS2 《KBS 2시 뉴스타임》 2018년 1월 3일 ~ 2018년 9월 12일
- KBS1 트레킹노트 세상을 걷다 2018년 1월 3일 ~ 현재 내레이션
- KBS2 《지구촌 뉴스》 2019년 4월 2일 ~ 4월 5일 임시 진행
- KBS1 《아침마당》 2018년 4월 16일 8347회 출연
- KBS2 《KBS 3시 뉴스타임》 2019년 1월 2일 ~ 2020년 1월 30일
- KBS1 《KBS 뉴스 12》 2019년 11월 26일 ~ 11월 27일 임시 진행
- KBS1 《저널리즘 토크쇼 J》[1] 2020년 2월 9일 ~ 9월 27일
- KBS1 《더 라이브》 2022년 3월 28일 ~ 3월 31일, 2023년 3월 15일 임시 진행
- KBS1 《6시 내고향》 2023년 10월 6일 7885회 전국 우수 시장 박람회 특집 임시 진행
- KBS1 《KBS 뉴스 2》 2023년 10월 27일 임시 진행

### 라디오
- 2002년 : 경기방송 《이상호의 감성터치》
- 2007년 : KBS 1라디오 《KBS 뉴스와이드 3부》
- 2008년 : KBS 1라디오 《여기는 라디오 정보센터입니다》 (주말)
- 2010년 : KBS 3라디오 《3라디오 취업정보센터》
- 2011년 : KBS 1라디오 《라디오 24시》 (평일)
- 2013년 : KBS 1라디오 《생방송 i뮤직》 (평일)
- 2014년 : KBS 3라디오 《스튜디오 1049》
- 2015년 : KBS 1라디오 《생방송 오늘》
- 2018년 : KBS 1라디오 《KBS 공감토론》 (임시진행)
- 2018년 ~ 현재 : KBS 해피FM 《이상호의 드림팝》

## 홍보대사
- 2016년 한국청소년활동진흥원 청소년행복캠페인 ‘고마워YO(요)’ 홍보대사